# Rodamco Europe
Rodamco Europe was een Europees vastgoedbedrijf met het hoofdkantoor in Rotterdam. Rodamco richtte zich op retail vastgoed in de Europese steden. Dit zijn voornamelijk winkelcentra. Het bedrijf had 630 werknemers in acht verschillende landen, met als CEO Maarten Hulshoff.

## Historie
Het vastgoedbedrijf Rodamco werd opgericht in 1979 door de Rotterdamse vermogensbeheerder Robeco. Twintig jaar later was de onderneming gesplitst in vier aparte bedrijven per regio:
- Rodamco North America
- Rodamco Asia
- Haslemere UK
- Rodamco Europe

In 1999 had Rodamco Europe een vastgoed portefeuille van € 1,8 miljard, tot ruim € 10,8 miljard in 2007.
De investeringsmaatschappij stond genoteerd aan de Amsterdamse effectenbeurs en had een notatie in de AEX, de Euronext 100 en de MSCI World.

## Overname door Unibail
Op 10 april 2007 werd bekendgemaakt dat Rodamco Europe zou fuseren met c.q. overgenomen worden door het Franse Unibail, indien de aandeelhouders dit goedkeurden. Voor elk aandeel Rodamco Europe werd er 0,53 aandeel Unibail geboden. Dit representeert een overnamebod met een premie van 15% boven op de koers van de handelsdag ervoor.
Tegen juni 2007 was de overname afgerond en op 25 juni 2007 werd de vorming van Unibail-Rodamco aangekondigd.